# 192高地虐殺事件
192高地虐殺事件（192こうちぎゃくさつじけん、incident on Hill 192）は、ベトナム戦争中の1966年11月19日、ベトナム人女性ファン・ティ・マオがアメリカ軍兵士たちによって誘拐・輪姦、殺害された事件である。
事件のニュースは関わった兵士の軍法裁判の直後にアメリカに届いたが、1969年にダニエル・ラングが『ザ・ニューヨーカー』誌に寄稿した記事とその後の著書によって広く知られるようになった。
1970年にミヒャエル・ヘルホーファンがこの事件を基にした映画『o.k.』を製作した。1989年にブライアン・デ・パルマが、ラングの著書を基にした映画『カジュアリティーズ』(Casualties of War)を監督した。

## 事件
1966年11月17日、第1騎兵師団第8騎兵連隊第2大隊（空挺）C中隊のデビッド・エドワード・ジャーバス軍曹（20歳）とスティーブン・カボット・トーマス上等兵（21歳）は、他の隊員3人（ロバート・M・ストレビー上等兵（22歳）、いとこ同士のシプリアーノ・S・ガルシア上等兵（21歳）、ジョセフ・C・ガルシア上等兵（20歳））に、翌日に予定されていた偵察任務中に「可愛い女の子」を誘拐して「5日後に殺す」という計画を話していた。ストレビーによれば、ジャーバスは「隊の士気を高めるために良いことだ」と言っていたという。
11月18日の朝5時頃、隊員たちは女性を探しにフーミー県の小さな村、カットトゥオンに入った。21歳のファン・ティ・マオを見つけると、彼女の手首をロープで縛り、猿轡をして誘拐した。その後、廃墟となった小屋でキャンプを張った後、ストレビー以外の4人の兵士が代わる代わるマオを強姦した。翌日、ベトコンとの銃撃戦の中で、トーマスとジャーバスは、隊員がベトナムの女性を連れているのを見られるのではないかと心配になった。トーマスはマオを草むらに連れて行き、狩猟用ナイフで3回刺したが、殺すことはできなかった。彼女が逃げようとすると、3人の兵士が追いかけていった。トーマスは彼女を捕まえ、M16自動小銃で彼女の頭を撃った。

## その後
事件後、ストレビーがこの事実を報告したが、当初は中隊長をはじめとする指揮系統は何もしようとしなかった。強姦を行った兵士たちがストレビーを殺害しようとしたが、それでもストレビーはその兵士たちを裁判にかけて罰することを決意した。ストレビーが上層部への報告を続けた結果、4人の兵士が軍法会議にかけられることになった。裁判の中で、その姉により、被害者がファン・ティ・マオであると確認された。
トーマス、シプリアーノ・ガルシア、ジョセフ・ガルシアの3人は、1967年3月と4月にそれぞれ殺人罪で有罪判決を受けた。ジャーバスは、殺人罪で有罪となった。実際に殺害をしたトーマスの裁判では、検察官は陪審員に死刑を求刑した。しかし、裁判所はトーマスに無期懲役を言い渡した。この判決は、まず20年に減刑され、その後8年に減刑され、その半分の期間で仮釈放されることになった。同様に、ジャーバスの最初の刑期は10年であったが、8年に減刑され、彼も半分の期間で釈放されることになった。1968年、ジョセフ・ガルシアは、第1審で15年の判決を受けたが、控訴審で無罪となり、憲法修正第5条の権利が侵害されており自白が認められないと判断されたため、不名誉除隊が取り消された。シプリアーノ・ガルシアの刑期は22か月に短縮された。ストレビー以外の兵士は不名誉除隊となった。
1991年5月17日に空母「サラトガ」のアフリカ系アメリカ人乗員、ハロルド・J・マンスフィールドを射殺した罪で起訴されたジョージ・ローブの裁判において、1992年にトーマス元一等兵が従犯として起訴された。トーマスとローブはともに白人至上主義団体「世界創造主教会」の指導者だった。トーマスは裁判中も保釈され、裁判記録によると、証言と引き換えに1年間の執行猶予で済むことになっていた。